# Sydney Chaplin (1926-2009)
Pour les articles homonymes, voir Chaplin (homonymie), Famille Chaplin et Sydney Chaplin.
 (décembre 2018).
Si vous disposez d'ouvrages ou d'articles de référence ou si vous connaissez des sites web de qualité traitant du thème abordé ici, merci de compléter l'article en donnant les références utiles à sa vérifiabilité et en les liant à la section « Notes et références ».
Sydney Earl Chaplin est un acteur américain né le 31 mars 1926 à Beverly Hills (Californie) et mort le 3 mars 2009 à Rancho Mirage (Californie).

## Biographie
Sydney Chaplin est né du bref mariage de Charlie Chaplin avec Lita Grey (la deuxième des quatre unions de l'acteur qui lui donneront au total 11 enfants). Il reçoit le prénom de son oncle. Son frère aîné, Charles Chaplin Jr. (1925–1968), meurt à 42 ans de problèmes liés à l'alcool.
Soldat pendant la Seconde Guerre mondiale, Sydney Chaplin s'oriente vers le théâtre. Son père le fait jouer dans Les Feux de la rampe (1952) et dans son dernier film, La Comtesse de Hong-Kong (1967).
Il fait ses débuts à Broadway en 1956 dans la comédie musicale Bells Are Ringing, qui lui vaut un Tony Award du meilleur second rôle masculin dans une comédie musicale et un Theatre World Award (récompensant le meilleur espoir). En 1964, il crée le rôle de Nick Arnstein dans Funny Girl face à Barbra Streisand. Sa prestation lui vaut une nomination au Tony Award du meilleur rôle masculin, mais il quitte le spectacle à la suite d'une dispute avec Streisand, mettant un terme à sa carrière théâtrale ; il sera remplacé par Omar Sharif dans le film homonyme.
Il part pour l'Europe où il joue dans plusieurs productions françaises : en 1967, Sept hommes et une garce de Bernard Borderie avec Jean Marais,  Ho ! de Robert Enrico en 1968 aux côtés de Jean-Paul Belmondo et, l'année suivante, Le Clan des Siciliens d'Henri Verneuil dans le rôle d'un ancien pilote de ligne. Il prend sa retraite d'acteur en 1977, ouvrant un restaurant à Palm Springs (Californie).
Il a épousé en 1960 l'actrice et danseuse française Noëlle Adam, dont il a divorcé huit ans plus tard et avec qui il a eu un fils, Stephan Chaplin.
Il est victime d'un accident vasculaire cérébral dont il meurt le 3 mars 2009 à 82 ans.

## Théâtre
- 1956 : Bells Are Ringing de Betty Comden, Adolph Green et Jule Styne : Jeff Moss
- 1959 : Goodbye, Charlie de George Axelrod : George Tracy
- 1961 : Subways Are for Sleeping (en) de Betty Comden, Adolph Green et Jule Styne : Tom Bailey
- 1962 : In the Counting House de Leslie Weiner : Woody Hartman
- 1964 : Funny Girl d'Isobel Lennart, Bob Merrill et Jule Styne  :  Nick Arnstein

## Filmographie sélective
- 1952 : Les Feux de la rampe (Limelight) de Charlie Chaplin : Neville
- 1954 : Columbus entdeckt Krähwinkel d'Ulrich Erfurth et Alexander Paal : Clark Hunter
- 1955 : La Terre des pharaons (Land of the Pharaohs) de Howard Hawks : Treneh
- 1957 : Quantez d'Harry Keller : Gato
- 1967 : La Comtesse de Hong-Kong (A Countess from Hong Kong) de Charlie Chaplin : Harvey
- 1967 : Sept hommes et une garce de Bernard Borderie : Le Capitaine Duprat
- 1968 : Ho ! de Robert Enrico : Canter
- 1968 : Un par un... sans pitié (Uno a uno sin piedad) de Rafael Romero Marchent : Jacques Latour
- 1968 : Sartana de Gianfranco Parolini : Jeff Stewal
- 1969 : Le Clan des Siciliens d'Henri Verneuil : Jack
- 1969 : Liz et Helen (A doppia faccia) de Riccardo Freda : Mr. Brown
- 1971 : La Saignée de Claude Mulot : District Attorney
- 1971 : La Grande Maffia de Philippe Clair : le directeur de la banque
- 1971 : Papa les p'tits bateaux de Nelly Kaplan : Spiro de Palma